# Michanice
Michanice (německy Michanitz) jsou zaniklá vesnice v okrese Chomutov. Stály v Mostecké pánvi asi 2 km východně od centra Chomutova, ke kterému jako místní část patřily. Zanikly v roce 1955 v důsledku rozšiřování manipulačního prostoru Válcoven trub a železáren Chomutov.

## Název
Název vesnice je odvozen z osobního jména Michael, resp. ze srbského Michanović, ve významu ves lidí Michanových. V historických pramenech se jméno vesnice vyskytuje ve tvarech: Michanicze (1571 a 1606), Michanicz (1787) a Michanitz (1846).

## Historie
Dějiny Michanic jsou úzce spojené s historií blízkého Chomutova. Podle německojazyčné regionální vlastivědné literatury vesnice existovala už koncem čtrnáctého století a patřila řádu německých rytířů z chomutovské komendy, ale první písemná zmínka o ní pochází až z roku 1468. Ves i poté patřila k chomutovskému panství a majiteli michanických nemovitostí se stávali měšťané i městská rada. Koncem šestnáctého století Michanice patřily k majetku zabavenému Jiřímu Popelovi z Lobkovic, a když se Chomutov roku 1605 vyplatil z poddanství, koupil i Michanice s osmnácti poddanými za 6 415 kop a 32 míšeňských grošů. Zhruba ve stejné době získala několik michanických usedlostí chomutovská jezuitská kolej, která je sloučila do velkého poplužního dvora. Podobným způsobem vznikl i městský poplužní dvůr. Město jej poté spravovalo jako součást svého velkostatku v Krásné Lípě, zatímco jezuitský dvůr podléhal hejtmanovi z Velemyšlevsi.
Během třicetileté války vesnice utrpěla velké škody, a podle berní ruly z roku 1564 byly několik let po válce ještě dvě chalupy pusté. Ve vsi byl velký jezuitský dvůr a ke krásnolipskému statku patřilo sedm chalupníků a jeden zahradník. Dohromady chovali jen tři krávy, dvě jalovice a dvě kozy.
Jezuitský dvůr byl v roce 1774 rozdělen mezi tři usedlíky a nově příchozí obyvatele, kteří si ve vsi postavili deset domů. Se zrušením robotních povinností v roce 1781 se městu přestal vyplácet poplužní dvůr, a jeho pozemky byly pronajaty drobným hospodářům. V roce 1790 tak v Michanicích stálo 26 domů.
Michanice se nikdy nestaly samostatnou obcí a už od roku 1850 byly osadou Chomutova. Ve druhé polovině devatenáctého století se zemědělský charakter vesnice začal měnit pod vlivem rozvíjejícího se průmyslu. Baron Riese-Stallburg, majitel perštejnských železáren, v blízkosti Michani nechal otevřít hnědouhelný důl Augusta a v sedmdesátých letech se začal rozrůstat průmyslový areál Krušnohorské železářské společnosti, pozdější Mannessmanovy závody a Válcovny trub. Roku 1864 byl důl Augusta přejmenován na důl Karel a jeho vlastník Karel Später začal u vesnice těžit rašelinu, která se krátkou dobu využívala při výrobě briket z uhlí.
Hlubinná těžba uhlí se začala projevovat ve třicátých letech dvacátého století propady půdy, v jejichž důsledku se začala vesnice vysídlovat. Pod odsunu německého obyvatelstva počet obyvatel klesl asi na pětinu předválečného stavu. Vesnice už nebyla nikdy dosídlena, a roku 1955 zanikla. Na místě, kde stávala, vzniklo složiště strusky z teplárny Válcoven trub.

## Obyvatelstvo
Při sčítání lidu v roce 1921 zde žilo 205 obyvatel (z toho 106 mužů), z nichž bylo patnáct Čechoslováků, 184 Němců a šest cizinců. Kromě jednoho evangelíka a jednoho člověka bez vyznání patřili k římskokatolické církvi. Podle sčítání lidu z roku 1930 měla vesnice 249 obyvatel: sedm Čechoslováků, 236 Němců a šest cizinců. Kromě šesti lidí bez vyznání se všichni hlásili k římskokatolické církvi.
|           | 1869 | 1880 | 1890 | 1900 | 1910 | 1921 | 1930 | 1950 |
| --------- | ---- | ---- | ---- | ---- | ---- | ---- | ---- | ---- |
| Obyvatelé | 121  | 125  | 110  | 151  | 190  | 205  | 249  | 42   |
| Domy      | 26   | 27   | 27   | 28   | 26   | 30   | 41   | 17   |

## Pamětihodnosti
Na návsi stávala kaple Neposkvrněného početí Panny Marie z roku 1853 a bývala zde také socha svatého Jana Nepomuckého z roku 1734.

## Osobnosti
V Michanicích se okolo roku 1490 narodil Matthäus Aurogallus, profesor na univerzitě ve Wittenbergu a spolupracovník Martina Luthera.